# Opera Nazionale Dopolavoro
La Opera Nazionale Dopolavoro (OND) fue una organización de ocio y recreativa que existió en Italia durante el régimen fascista.
Durante su existencia, la OND constituyó la institución más popular de todas aquellas que existieron en la Italia fascista.

## Historia
Desde la instauración del régimen fascista en Italia, los sindicatos fascistas habían solicitado a su dictador y líder Benito Mussolini el establecimiento de una organización de tipo recreativo que estuviera dirigida a los trabajadores y controlando su ocio. En abril de 1925 el dictador italiano Benito Mussolini accedió a las demandas de los sindicatos. La fundación oficial se anunció el 1º de mayo de 1925, coincidiendo con el día de los trabajadores.
Mario Giani, antiguo director de la planta de Westinghouse en Italia, quedó a cargo de la dirección de la OND. Los sindicatos vieron inicialmente en la disposición de instalaciones de ocio para los trabajadores una forma de competir con los socialistas, que ya tenían una red de organizaciones culturales. En sus primeros años la OND tuvo una imagen apolítica y productiva, lo que ayudó a obtener el apoyo de muchos trabajadores, al tiempo que se iba consolidando el sistema fascista en todos los ámbitos de la vida italiana.
En abril de 1927 el secretario del Partido Nacional Fascista, Augusto Turati, destituyó a Giani y se convirtió en el líder de la OND, haciendo de ella poco menos que una organización auxiliar del partido. En la década de 1930, bajo la dirección de Achille Starace, la OND se convirtió en una organización de tipo efectivamente recreativo, concentrándose principalmente en actividades deportivas y de otro tipo. Fue en esta época cuando alcanzó su mayor esplendor. 
En 1937 la organización quedó bajo control directo de Mussolini, que decidió convertirla en un organismo del estado. En 1939 los jefes sindicales fascistas obtuvieron su control en un intento por galvanizar el régimen, pero la medida llegó demasiado tarde; en 1942-1943, en plena Segunda Guerra Mundial, el organismo volvió a quedar en manos del partido fascista. A pesar de los avatares de Italia durante la contienda, la Dopolavoro logró sobrevivir al propio régimen. Tras el final de la guerra, en 1945 fue reestructurada y renombrada como Ente Nazionale Assistenza Lavoratori (ENAL).

## Organización y actividades
La estructura orgánica se subdividía en niveles provinciales, los cuales a su vez supervisaban a las unidades de nivel local, tanto en ciudades como en pequeñas poblaciones. También supervisaban a aquellos círculos laborales que se integraban en la estructura de la OND. La organización, además, supervisaba la relación entre los empresarios y los grupos recreativos patrocinados por la OND. A mediados de la década de 1930 la estructura de la OND contaba 700 empleados pagados a tiempo completo, además de unos 100.000 voluntarios de distinto tipo que se encontraban repartidos tanto a nivel provincial como a nivel local. De todas las organizaciones de masas que existieron en la Italia fascista, la Opera Nazionale Dopolavoro fue la que mayor número de miembros consiguió, y en cierta medida también fue la que más popularidad tuvo. 
De los 250.000 miembros que estaban inscritos en la OND en 1926, hacia 1939 esta cifra había aumentado a los cuatro millones. Se estima que para 1936 la OND había encuadrado al 80% de los trabajadores asalariados tanto del sector público como del privado. Entre sus miembros también había trabajadores del campo.
La Dopolavoro tuvo pocos problemas a la hora de atraer nuevos miembros, aunque, tal y como manifiesta el historiador Tobias Asbe, si bien las actividades promocionadas por la OND eran populares entre las clases trabajadoras, estas no consiguieron convertir a la gran masa de los trabajadores en partidarios ideológicamente convencidos del régimen fascista". Por su parte, Adrian Lyttelton ha señalado que "los intentos de usar al Dopolavoro como medio de adoctrinamiento político o cultural, por lo general, fracasaron debido a la incapacidad de los cuadros dirigentes de usar un lenguaje que pudiera ser entendible su audiencia".
Precisamente, a través de los diversos viajes organizados por la OND, muchos obreros italianos obtuvieron su primera experiencia de visitar los Alpes o de conocer el mar. Aunque se pretendía que la OND supusiera una "ruptura" de las divisiones en clases sociales, esto no siempre sucedió. Por ejemplo, en los viajes organizados de la OND por ferrocarril los trabajadores más pobres viajaban en tercera clase, y los más privilegiados viajaban en vagones de clases superiores.
Mientras que la OND estaba enfocada a personas de edad adulta, la Opera Nazionale Balilla (ONB) fue la encargada de proceder con todas las actividades recreativas destinadas a la juventud. Entre las actividades se incluían clubes y actividades de baile, instalaciones deportivas, sesiones de radio, conciertos musicales, obras de teatro, sesiones de circo y/o excursiones al aire libre, las cuales eran ofrecidas a precio subvencionado o gratuitamente.

## Influencia en otros estados
La OND inspiró la creación de organizaciones similares en otros estados fascistas, como Muncă şi Voe Bună en Rumanía o «Educación y Descanso» en la España franquista. Sin embargo, nunca logró alcanzar el éxito o el alance de las organizaciones recreativas nazis, especialmente la organización Kraft durch Freude (KdF).